# Eumetopina caliginosa
Eumetopina caliginosa är en insektsart som beskrevs av Frederick Arthur Godfrey Muir 1913. Eumetopina caliginosa ingår i släktet Eumetopina och familjen sporrstritar. Inga underarter finns listade i Catalogue of Life.